# Michał Fuksa
Michał Fuksa (ur. 22 września 1916 w Łubnie, zm. 22 lipca 1989 w Krakowie) – profesor zwyczajny Akademii Górniczo-Hutniczej, specjalista budownictwa lądowego, wykładowca akademicki.

## Życiorys
Urodził się w Łubnie na Podkarpaciu jako syn Jana i Katarzyny z domu Lazor. Uczęszczał do Gimnazjum Męskiego im. Królowej Zofii w Sanoku, zaś w 1936 ukończył Gimnazjum Staroklasyczne im. Kazimierza Morawskiego w Przemyślu. Od 1937 do września 1938 odbył służbę wojskową w Szkole Podchorążych Rezerwy Piechoty w Jarosławiu przy 24 Dywizji Piechoty w stopniu plutonowego podchorążego. W 1938 rozpoczął studia na Wydziale Prawa UL. Po wybuchu II wojny światowej brał udział w kampanii wrześniowej, a następnie w okresie okupacji niemieckiej ziem polskich (1939–1945) pracował jako technik przy budowie dróg i mostów w rejonie Krosna i Jasła. U schyłku wojny pod koniec kwietnia 1945 rozpoczął studia na Wydziale Inżynierii Lądowej Politechniki Śląskiej, a następnie kontynuował je na Wydziałach Politechnicznych Akademii Górniczej w Krakowie. W kwietniu 1949 otrzymał tytuł magistra inżyniera budowy dróg i mostów. Był zatrudniony w Wydziałach Politechnicznych AGH: do 1949 jako młodszy asystent w Katedrze Geometrii Wykreślnej, do 1950 jako asystent w Katedrze Budowy Mostów, do 1953 jako starszy asystent w Katedrze Statyki i Wytrzymałości Materiałów. Następnie został zastępcą profesora w Katedrze Budownictwa Żelbetowego na Wydziale Budownictwa Lądowego Politechniki Krakowskiej, funkcjonując jako kierownik Zakładu Konstrukcji Żelbetowych. Został docentem etatowym 1 lipca 1958. Od 1953 do 1956 był prodziekanem, a w latach akademickich 1956/1957 i 1957/1958 dziekanem Wydziału Budownictwa Lądowego Politechniki Krakowskiej (obecnie Wydział Inżynierii Lądowej PK). 6 czerwca 1959 uzyskał stopień doktora nauk technicznych na Wydziale Budownictwa Lądowego Politechniki Krakowskiej za pracę pt. „Dojrzewanie betonu w obudowie mrożonych szybów górniczych”.
Od 1949 do 1953 był jednocześnie pracownikiem przedsiębiorstw „Energoprojekt”, „Miastoprojekt” oraz w Centralnym Biurze Studiów i Projektów w Krakowie, zaś później działał jako konsultant, weryfikator, członek rad technicznych w ramach biur projektowych. od października 1960 pracował w Akademii Górniczo-Hutniczej obejmując po Izydorze Stelli stanowisko kierownika Katedry Budownictwa na Wydziale Geodezji Górniczej, zaś po przemianie z 1969 został kierownikiem Zakładu Budownictwa i Inżynierii. W 1964 uzyskał tytuł profesora nadzwyczajnego. Od 1964 do 1966 był prodziekanem, a w latach 1966–1969 i 1975–1981 dziekanem Wydziału Geodezji Górniczej. W 1981 uzyskał tytuł profesora zwyczajnego. 30 września 1986 odszedł na emeryturę.
Był specjalistą w dziedzinie budownictwa lądowego, zwłaszcza konstrukcji żelbetowych i fundamentowania budowli. Działał w zakresie zabezpieczenia budowli i obiektów przemysłowych, użyteczności publicznej oraz zabytków, w tym w obszarze Starego Miasta w Krakowie. W latach 1962–1967 oraz 1970–1989 był przewodniczącym Rady Naukowo-Technicznej zespołu Rzeczoznawców Krakowskiego Oddziału Polskiego Związku Inżynierów i Techników Budownictwa, od 1968 przewodniczącym Komisji Nauk PZiTB. Członek Rady Naukowej Instytutu Materiałów i Konstrukcji Budowlanych (IMiKB), od 1980 do 1986 pełnomocnik Rektora AGH ds. Odnowy Zabytków Krakowa, członek Komisji Nauk Technicznych Polskiej Akademii Nauk, Prezydium Komisji Naukowo-Problemowej KRAKÓW 2000 PAN.

Był autorem ok. 80 publikacji, ponad 700 prac naukowo-badawczych i opracowań dla celów przemysłu, także ekspertyz.

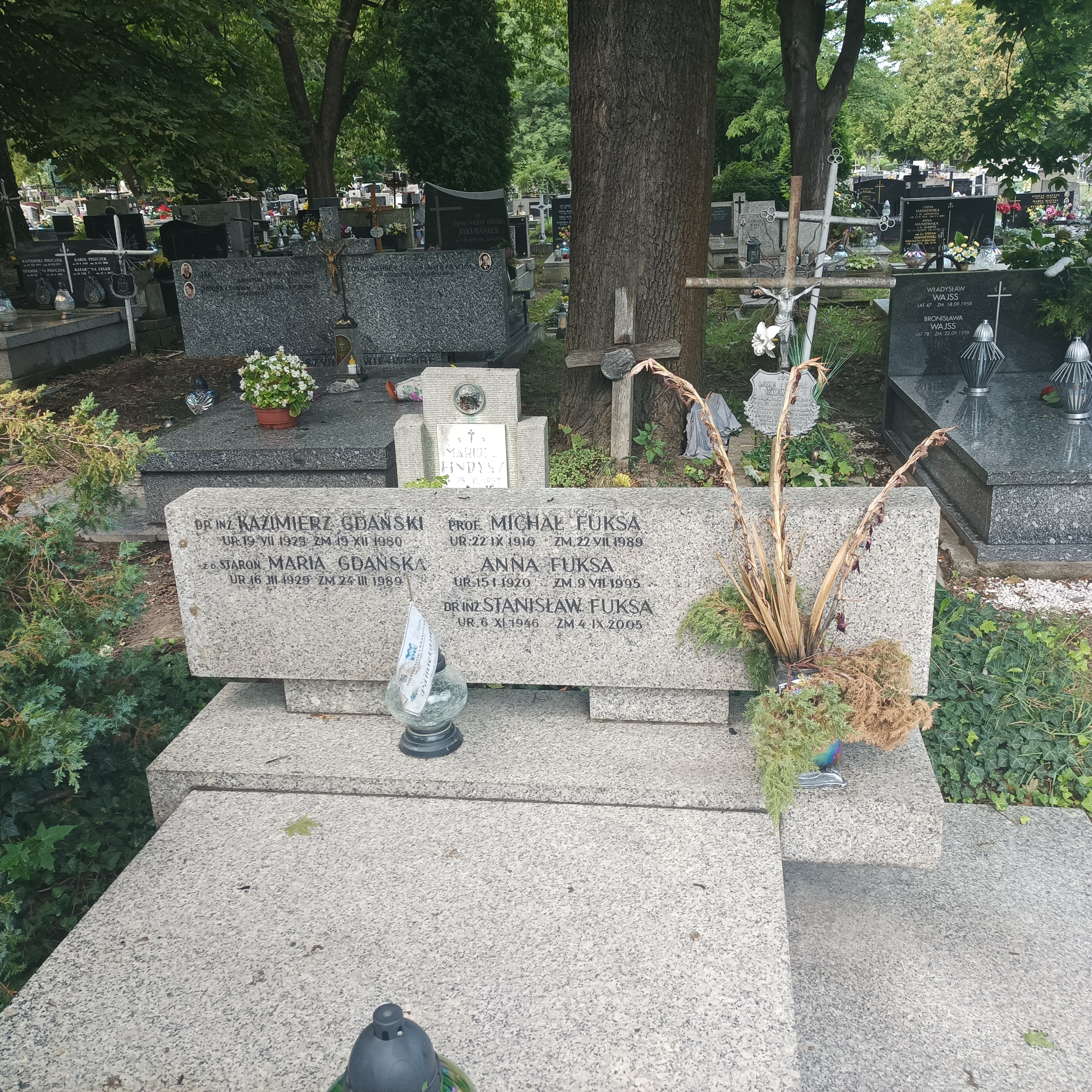
Grób prof. Michała Fuksy na cmentarzu wojskowym przy ul. Prandoty w Krakowie

Zamieszkiwał przy Alei Juliusza Słowackiego w Krakowie. Został pochowany na cmentarzu wojskowym przy ul. Prandoty (kwatera LXXXV-19,20-68,69,70,71). 

## Ordery i odznaczenia
- Krzyż Oficerski Orderu Odrodzenia Polski
- Krzyż Kawalerski Orderu Odrodzenia Polski
- Złoty Krzyż Zasługi
- Medal 10-lecia Polski Ludowej (15 stycznia 1955)[4]
- Medal Komisji Edukacji Narodowej
- Odznaka tytułu honorowego „Zasłużony Nauczyciel Polskiej Rzeczypospolitej Ludowej”
- Złota Honorowa Odznaka Polskiego Związku Inżynierów i Techników Budownictwa
- Srebrna Honorowa Odznaka Polskiego Związku Inżynierów i Techników Budownictwa
- Medal 40-lecia Polskiego Związku Inżynierów i Techników Budownictwa
- Złota Honorowa Odznaka Naczelnej Organizacji Technicznej
- Srebrna Honorowa Odznaka Naczelnej Organizacji Technicznej
- Złota Odznaka za Zasługi dla Ziemi Krakowskiej
- Złota Odznaka za pracę społeczną dla miasta Krakowa

## Nagrody
- Nagroda Rektora AGH
- Nagroda Ministra Nauki, Szkolnictwa Wyższego i Techniki

## Publikacje
- Technologia betonu (1956, współautorzy: Bronisław Kopyciński, Władysław Muszyński).
- Artykuł: Zastosowanie pali Mega do zabezpieczania filara w kościele św. Piotra i Pawła w Krakowie w rozdziale: Zagadnienia podłoża i inżynierskich obiektów zabytkowy w publikacji: Odnowa staromiejskich zespołów zabytkowych. Tom I (Kraków 1986, współautorzy: Stanisław Barycz, Aleksander Wodyński).